# ネリー・ボーデンハイム
ネリー・ボーデンハイムとして知られるヨハンナ・コルネリア・ヘルマナ・ボーデンハイム（オランダ語: Johanna Cornelia Hermana (Nelly) Bodenheim, 1874年5月27日 - 1951年1月7日）は、オランダのイラストレーター、布地デザイナー、ポスター画家、装丁や舞台衣装のデザイナーである。児童書のイラストレーターとして最もよく知られてる。

## 略歴
アムステルダムで生まれた。父親はドイツ系の裕福な、制服やフォーマルな服の製造業者で
、2人の兄弟と3人の姉妹とともに育った。父親は美術品の収集家でもあった。母親も有能な経営者で父親が亡くなった後、事業を継続させ、アムステルダムの有名な仕立て業の店として繁盛させた。このため家族は広い邸に住み、ネリー・ボーデンハイムは後に立派なスタジオを持つことができた。
幼いころから絵を描くのを好み、アムステルダムの女子工芸学校（ Kunstambachtsschool voor Meisjes、後にヘリット・リートフェルト・アカデミーに統合される美術学校の一つ）で学んだ後、1893年から1895年の期間、アムステルダムの美術アカデミー(Rijksakademie van beeldende kunsten) でアウグスト・アレベ（August Allebé: 1838-1927）らに学んだ。このアカデミーでアンシンフ（Lizzy Ansingh: 1875-1959）やファン・レフテレン（Marie van Regteren Altena: 1868-1958）、リツェマ（Coba Ritsema: 1876-1961）といった女子学生たちと知り合った。これらの女性画家は、オランダの別の女性画家とともに「Amsterdamse Joffers（"アムステルダムのお嬢さん達"のような意味）」という呼称で論じられることになる。
1894年から1896年の間は画家、版画家のヤン・フェト（1864-1925）に版画を学び、版画家、イラストレーターとして働くようになった。
アムステルダムの美術アカデミーを卒業した後、すぐに多くの雑誌に挿絵が掲載されるようになり、1895年には最初の多色版画が雑誌「De Kroniek」に掲載された。1897 年にティーネ・ファン・ベルケン（Tine van Berken1870 – 1899)の児童書の挿絵を制作した。
アムステルダムの美術団体「Arti et Amicitiae（芸術と友情）」の会員として活動した。1913年に開かれた女性美術展「De Vrouw 1813-1913」の開催の理事を務め、この展覧会には絵本を出展した。

## 作品

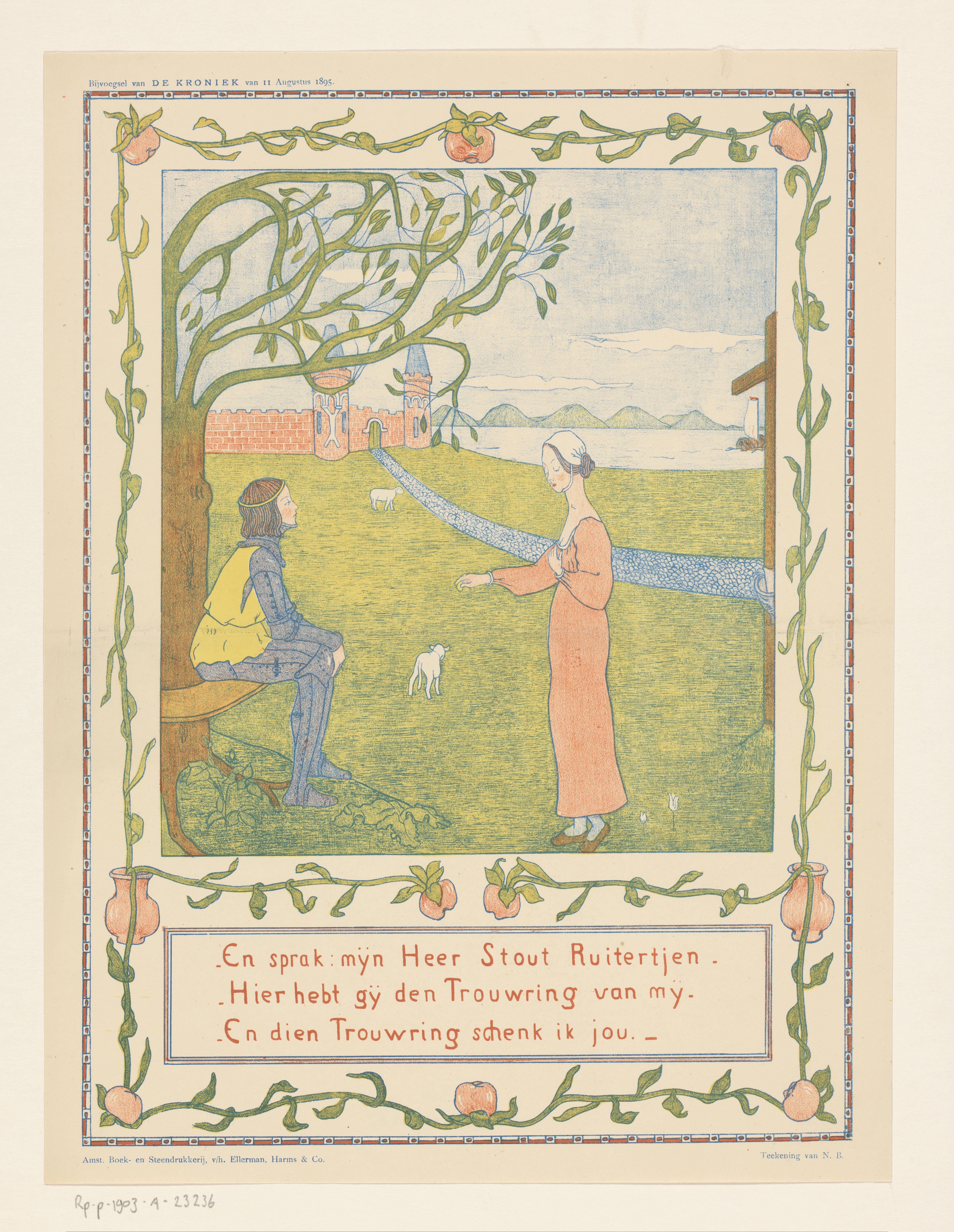
1885年の版画作品
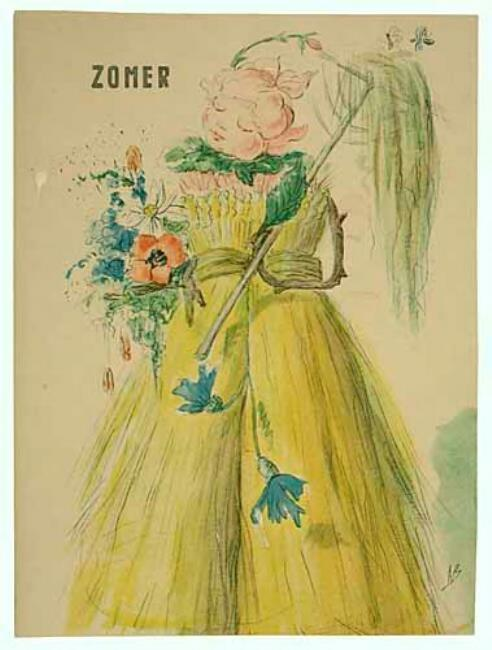
夏のカレンダー
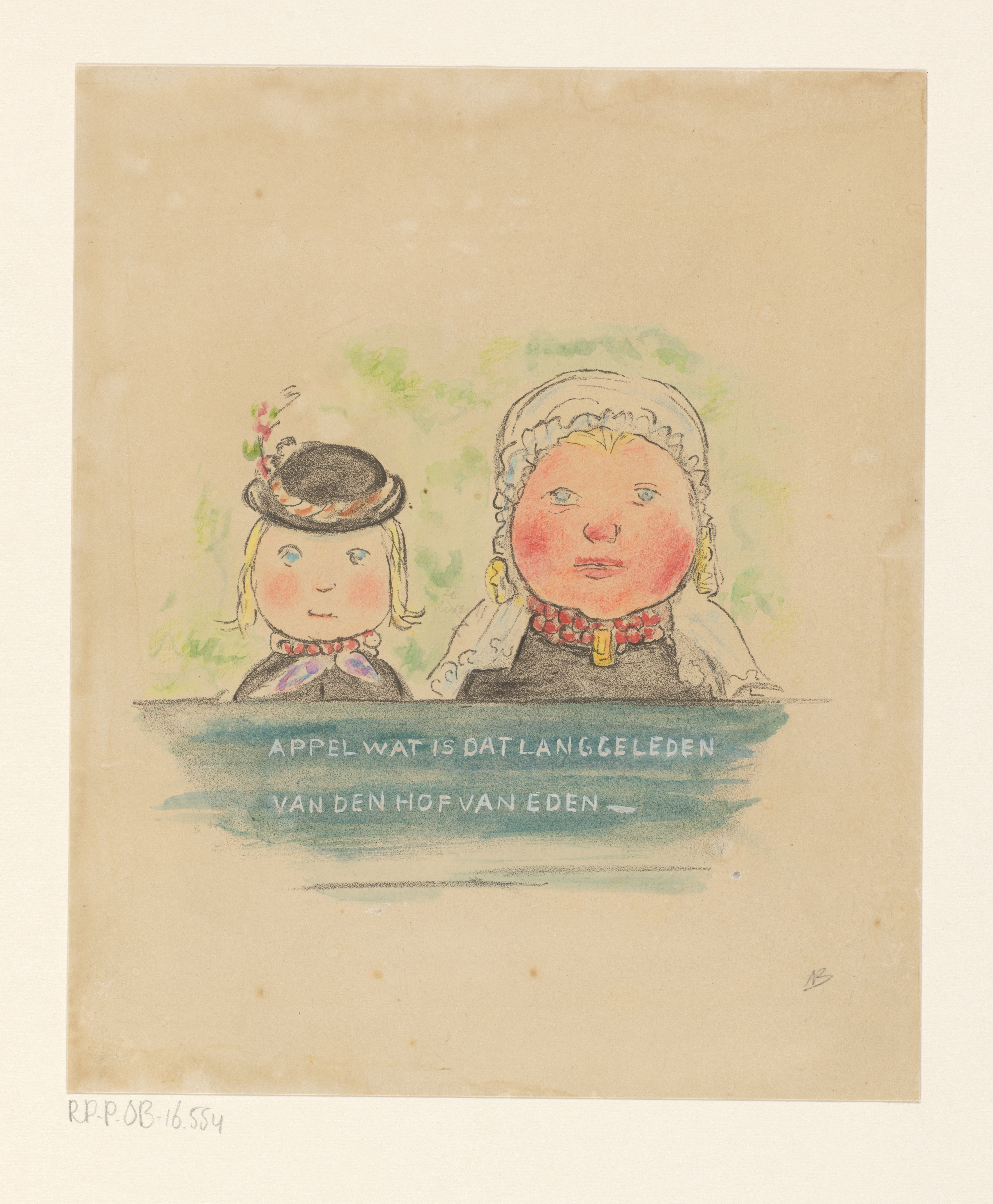
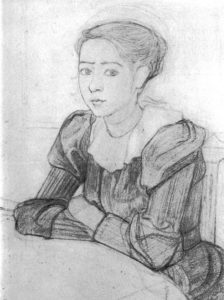
Lizzy Ansingh

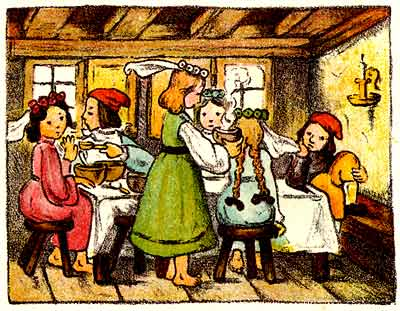
挿絵
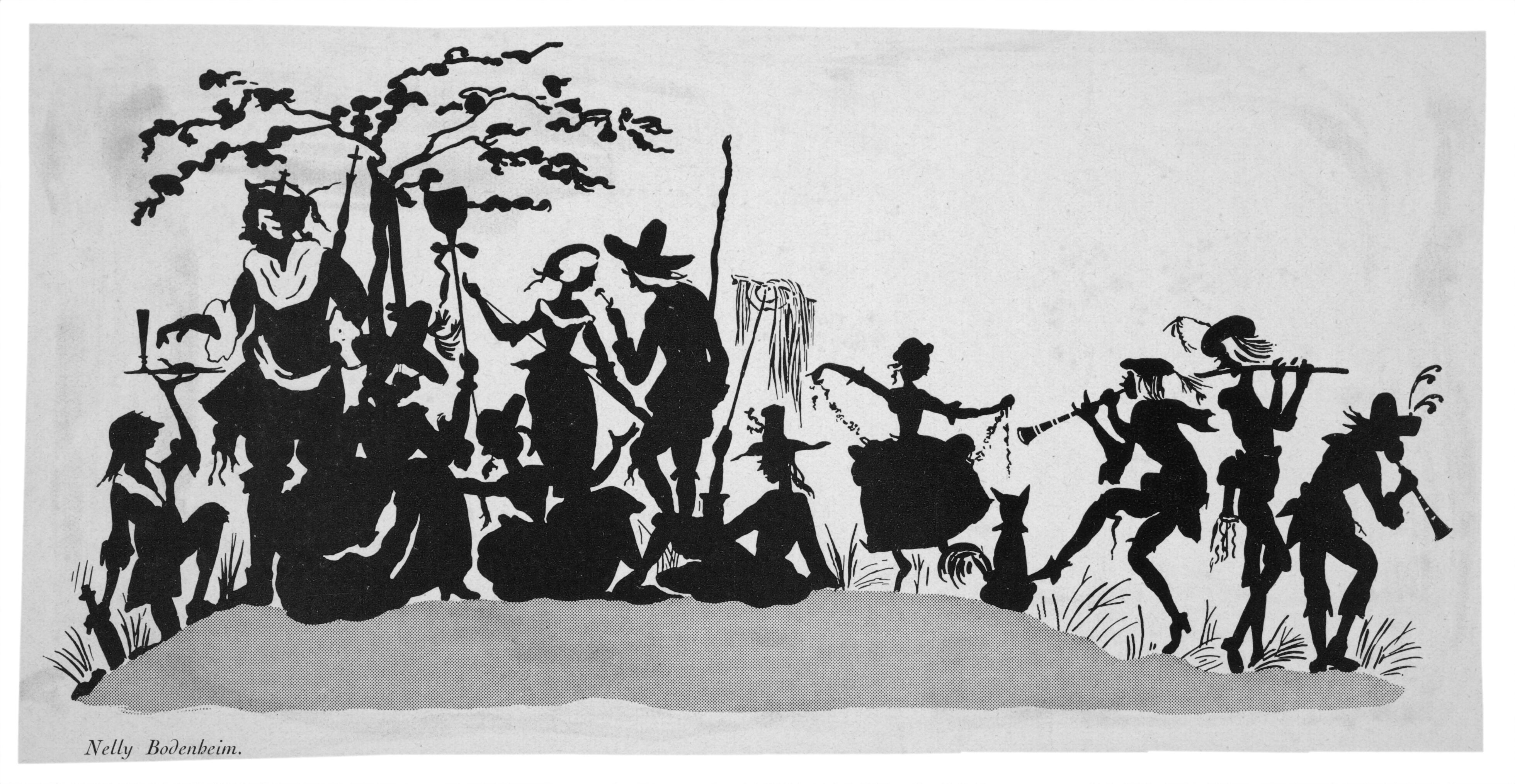
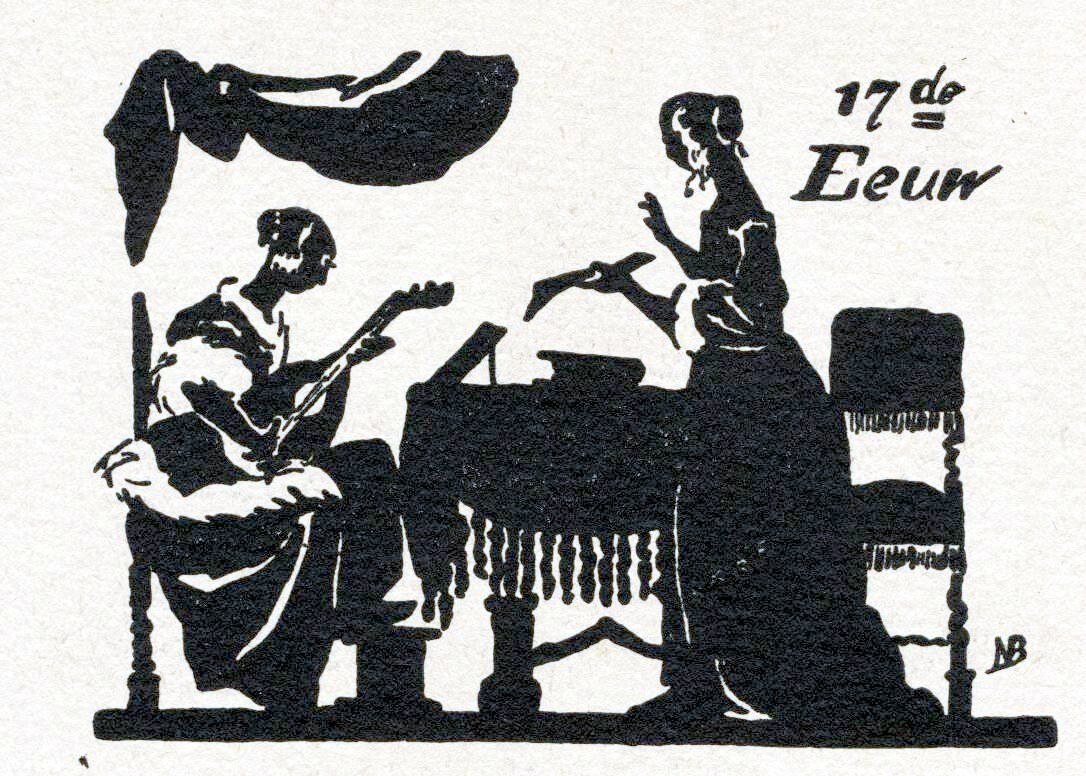